# Swamp Terrorists
Gli Swamp Terrorists furono un gruppo musicale svizzero di musica post-industriale formatosi nei tardi anni '80 dal musicista STR e dal cantante Ane Hebeisen (aka Ane H) dopo il loro incontro allo Strangler/Tierstein show.
Se inizialmente il loro sound era fortemente influenzato dall'electro-industrial in stile Nitzer Ebb, in seguito il loro suono evolse verso campionamenti di taglienti chitarre, che li portarono su territori più vicini all'industrial metal.

## Discografia
- He Is Guilty – (12") 1989 - 150 BPM Records
- Grim-Stroke-Disease – (CD Album) 1990 - Machinery • (LP) 1990 - Machinery
- Grow-Speed-Injection – (CD Album) 1991 - Machinery, Noise Records • (LP) 1991 - Machinery
- Nightmare – (CD Maxi) 1991 - Noise Records
- Rebuff! – (CD Maxi) 1991 - Machinery • (12") 1991 - Machinery
- Combat Shock – (CD Album) 1993 - Alfa Records • (CD) 1994 - Re-Constriction, Sub/Mission, Simbiose Records, Cashbeat • (LP) 1994 - Elfish
- Brainfuck – (12") 1994 - Disturbance
- The Get O. EP – (2xCD) 1994 - Sub/Mission, Cashbeat
- The Pale Torment EP – (CD EP) 1994 - Sub/Mission
- Dive-Right Jab: The Remixes – (CD Maxi) 1995 - Sub/Mission, Cashbeat
- Demo 1996 – (CS) 1996 - no label
- Killer – (CD Album) 1996 - Metropolis, Cyberware Productions, Sub/Mission, Gift
- Wreck – (CD) 1997 - Metropolis, Sub/Mission
- Five in Japan – (CD Album) 1997 - Metropolis, Sub/Mission
- Rare & Unreleased – (CD) 1999 - Metropolis